# Premi Cóndor de Plata a la revelació masculina
El Premi Cóndor de Plata a la revelació masculina és un dels guardons lliurats anualment per l'Asociación de Cronistas Cinematográficos de la Argentina.
És atorgat a actors que per primera vegada van tenir un paper important en alguna producció cinematogràfica estrenada l'any anterior a la República Argentina, i aquesta labor s'ha destacat per sobre les altres.
En el següent article es troben els actors que han rebut la distinció en els últims vint anys, des de la 45a edició dels Premis Còndor de Plata ençà.

## Guanyadors i nominats
| Any                    | Actor                                 | Pel·lícula                     | Ref.  |
| 1997                   |                                       |                                |       |
| ---------------------- | ------------------------------------- | ------------------------------ | ----- |
| 1997                   | Martín Karpan                         | Flores amarillas en la ventana | [ 1 ] |
| 1997                   | Favio Posca                           | El dedo en la llaga            | [ 2 ] |
| 1997                   | Guillermo Angelelli                   | Moebius                        | [ 2 ] |
| 1998                   | Nicolás Scarpino                      | Bajo bandera                   | [ 3 ] |
| 1998                   | Nazareno Casero                       | Buenos Aires viceversa         | [ 4 ] |
| 1998                   | Nicolás Abeles                        | Cenizas del paraíso            | [ 4 ] |
| 1998                   | Nicolás Pauls                         | Buenos Aires viceversa         | [ 4 ] |
| 1999                   |                                       |                                |       |
| Héctor Anglada         | Pizza, birra, faso                    | [ 5 ]                          |       |
| Alejandro Gancé        | Plaza de almas                        | [ 4 ]                          |       |
| Jorge Sesan            | Pizza, birra, faso                    | [ 4 ]                          |       |
| Nicolás Cabré          | Fuga de cerebros                      | [ 4 ]                          |       |
| 2000                   |                                       |                                |       |
| Luis Margani           | Mundo grúa                            | [ 6 ]                          |       |
| Diego Peretti          | Alma mía                              | [ 7 ]                          |       |
| Eduardo Blanco         | El mismo amor, la misma lluvia        | [ 7 ]                          |       |
| Ricardo Bartis         | Invierno mala vida                    | [ 7 ]                          |       |
| 2001                   |                                       | [ 7 ]                          |       |
| Alfredo Casero         | Felicidades                           | [ 8 ]                          |       |
| Daniel Hendler         | Esperando al mesías                   | [ 9 ]                          |       |
| Luis Machín            | El astillero                          | [ 9 ]                          |       |
| Sergio Baldini         | 76 89 03                              | [ 9 ]                          |       |
| Tomás Fonzi            | Una noche con Sabrina Love            | [ 9 ]                          |       |
| 2002                   |                                       |                                |       |
| Rodrigo de la Serna    | Gallito ciego                         | [ 10 ]                         |       |
| Damián Dreizik         | Sólo por hoy                          | [ 11 ]                         |       |
| Federico Esquerro      | Sólo por hoy                          | [ 11 ]                         |       |
| Francisco Puente       | Rosarigasinos                         | [ 11 ]                         |       |
| Micky Ruffa            | Cabecita rubia                        | [ 11 ]                         |       |
| 2003                   |                                       |                                |       |
| Antonio De Benedictis  | Historias mínimas                     | [ 12 ]                         |       |
| Eduardo Couget         | Caja negra                            | [ 13 ]                         |       |
| Freddy Flores          | Bolivia                               | [ 13 ]                         |       |
| Jorge Román            | El bonaerense                         | [ 13 ]                         |       |
| René Lavnad            | Un oso rojo                           | [ 13 ]                         |       |
| 2004                   |                                       |                                |       |
| Rodrigo Noya           | Valentín                              | [ 14 ]                         |       |
| Fernando Roa           | El Polaquito                          | [ 15 ]                         |       |
| Abel Ayala             | El Polaquito                          | [ 15 ]                         |       |
| Nicéforo Galván        | La mecha                              | [ 15 ]                         |       |
| Javier Locatelli       | Sudeste                               | [ 15 ]                         |       |
| 2005                   |                                       |                                |       |
| Adrián Navarro         | Ay Juancito                           | [ 16 ]                         |       |
| Eduardo Rossi          | La quimera de los héroes              | [ 17 ]                         |       |
| Ignacio Toselli        | Buena Vida Delivery                   | [ 17 ]                         |       |
| Juan Villegas          | Bombón, el perro                      | [ 17 ]                         |       |
| Leonardo Ramírez       | El cielito                            | [ 17 ]                         |       |
| Pascual Condito        | Bombón, el perro                      |                                |       |
| 2006                   |                                       |                                |       |
| Nahuel Pérez Biscayart | Tatuado                               | [ 18 ]                         |       |
| Fabio Aste             | Vereda tropical                       | [ 19 ]                         |       |
| Ignacio Rogers         | Como un avión estrellado              | [ 19 ]                         |       |
| Juan Minujín           | Un año sin amor                       | [ 19 ]                         |       |
| Víctor Hugo Carrizo    | Iluminados por el fuego               | [ 19 ]                         |       |
| 2007                   |                                       |                                |       |
| Martín Piroyansky      | Sofacama                              | [ 20 ]                         |       |
| Esteban Pérez          | Las manos                             | [ 21 ]                         |       |
| Nicolas Torcanowsky    | Cara de queso                         | [ 21 ]                         |       |
| Tati Benitez           | El camino de San Diego                | [ 21 ]                         |       |
| Tomas Lipan            | Nacido y criado                       | [ 21 ]                         |       |
| 2008                   |                                       |                                |       |
| Iván de Pineda         | Cuando ella saltó                     | [ 22 ]                         |       |
| Enrique Porcellana     | La señal                              | [ 23 ]                         |       |
| Fena Della Maggiora    | ¿De quién es el portaligas?           | [ 23 ]                         |       |
| Julián Krakov          | Más que un hombre                     | [ 23 ]                         |       |
| Lucas Ferraro          | Como mariposas en la luz              | [ 23 ]                         |       |
| 2009                   |                                       |                                |       |
| Hernán Piquín          | Aniceto                               | [ 24 ]                         |       |
| Francisco Nepomuceno   | Regresados                            | [ 25 ]                         |       |
| Leandro Castello       | Rancho aparte                         | [ 25 ]                         |       |
| Manuel Vignau          | Cordero de Dios                       | [ 25 ]                         |       |
| Rafael Spregelburd     | La ronda                              | [ 25 ]                         |       |
| 2010                   |                                       |                                |       |
| José Luis Gioia        | El secreto de sus ojos                | [ 26 ]                         |       |
| Santiago de Jesús Diaz | Días de mayo                          | [ 27 ]                         |       |
| Antonio Larreta        | La ventana                            | [ 27 ]                         |       |
| Sergio Pangaro         | El artista                            | [ 27 ]                         |       |
| Nicolás Treise         | El último verano de la Boyita         | [ 27 ]                         |       |
| 2011                   |                                       |                                |       |
| Martín Slipak          | Sin retorno                           | [ 28 ]                         |       |
| Tomás Fonzi            | Paco                                  | [ 29 ]                         |       |
| Diego Reinhold         | Miss Tacuarembó                       | [ 29 ]                         |       |
| Antonio Cafiero        | Pájaros volando                       | [ 29 ]                         |       |
| Ezequiel Tronconi      | La Tigra, Chaco                       | [ 29 ]                         |       |
| 2012                   |                                       |                                |       |
| Esteban Lamothe        | El estudiante                         | [ 30 ]                         |       |
| Martín Bossi           | Viudas                                | [ 31 ]                         |       |
| Javier de Pietro       | Ausente                               | [ 31 ]                         |       |
| Germán de Silva        | Las Acacias                           | [ 31 ]                         |       |
| Huang Sheng Huang      | Un cuento chino                       | [ 31 ]                         |       |
| 2013                   |                                       |                                |       |
| John McInerny          | El último Elvis                       | [ 32 ]                         |       |
| Jorge Drexler          | La suerte en tus manos                | [ 33 ]                         |       |
| Oscar Ayala            | Días de pesca                         | [ 33 ]                         |       |
| Oscar Payaguala        | Tiempos menos modernos                | [ 33 ]                         |       |
| Teo Gutiérrez Moreno   | Infancia clandestina                  | [ 33 ]                         |       |
| 2014                   |                                       |                                |       |
| Diego Vegezzi          | María y el Araña                      | [ 34 ]                         |       |
| Pablo Pinto            | De martes a martes                    | [ 34 ]                         |       |
| Alan Daicz             | Bomba                                 | [ 35 ]                         |       |
| Hugo Varela            | Romper el huevo                       | [ 35 ]                         |       |
| Nicolás Francella      | Corazón de León                       | [ 35 ]                         |       |
| 2015                   |                                       |                                |       |
| Diego Gentile          | Relatos salvajes                      | [ 36 ]                         |       |
| Jonathan da Rosa       | Historia del miedo                    | [ 37 ]                         |       |
| Alián Devetac          | La tercera orilla                     | [ 37 ]                         |       |
| Rafael Federman        | Dos disparos                          | [ 37 ]                         |       |
| Sebastián Molinaro     | Refugiado                             | [ 37 ]                         |       |
| Lisandro Rodríguez     | La Paz                                | [ 37 ]                         |       |
| 2016                   |                                       |                                |       |
| Peter Lanzani          | El Clan                               | [ 38 ]                         |       |
| Juan Barberini         | El incendio                           | [ 39 ]                         |       |
| Marco Antonio Caponi   | Pasaje de vida                        | [ 39 ]                         |       |
| Julián Infantino       | Mariposa                              | [ 39 ]                         |       |
| Limbert Ticona         | La Salada                             | [ 39 ]                         |       |
| 2017                   |                                       |                                |       |
| Valentín Grecco        | Hijos nuestros                        | [ 40 ]                         |       |
| Agustín Pardella       | Como una novia sin sexo               | [ 41 ]                         |       |
| Benjamín Amadeo        | La última fiesta                      | [ 41 ]                         |       |
| Lucas Papa             | Taekwondo                             | [ 41 ]                         |       |
| Roberto L. Makita      | Miss                                  | [ 41 ]                         |       |
| 2018                   |                                       |                                |       |
| Lautaro Bettoni        | Temporada de caza                     | [ 42 ]                         |       |
| Nahuel Cano            | Zama                                  | [ 43 ]                         |       |
| Juan Grandinetti       | Pinamar                               | [ 43 ]                         |       |
| Esteban Masturini      | Esteros                               | [ 43 ]                         |       |
| Patricio Penna         | El corral                             | [ 43 ]                         |       |
| 2019                   |                                       |                                |       |
| Lorenzo Ferro          | El Ángel                              | [ 44 ]                         |       |
| Matías Encinas         | La educación del rey                  | [ 45 ]                         |       |
| Angelo Mutti Spinetta  | Mi mejor amigo                        | [ 45 ]                         |       |
| Joel Nogueira          | Joel                                  | [ 45 ]                         |       |
| Rodrigo Romero         | El Potro, lo mejor del amor           | [ 45 ]                         |       |
| Walter Rodríguez       | Marilyn                               | [ 45 ]                         |       |
| 2020                   |                                       |                                |       |
| Benicio Mutti Spinetta | Ciegos                                | [ 46 ]                         |       |
| Alfonso Barón          | Un rubio                              |                                |       |
| Valentino Catania      | Delfín                                |                                |       |
| Walter Javier          | Hombres de piel dura                  |                                |       |
| Tomás Raimondi         | Cartero                               |                                |       |
| Gastón Re              | Un rubio                              |                                |       |
| 2021                   |                                       |                                |       |
| Juan Pablo Cestaro     | El cazador                            | [ 47 ] [ 48 ]                  |       |
| Renato Quattordio      | Yo, adolescente                       | [ 47 ] [ 48 ]                  |       |
| Rodrigo Santana        | Nosotros nunca moriremos              |                                |       |
| Julián Sorín           | El cuaderno de Tomy                   |                                |       |
| Agustín Sullivan       | La muerte no existe y el amor tampoco |                                |       |